# Tongshan (Xianning)
Tongshan (chiń. upr. 通山县; chiń. trad. 通山縣; pinyin Tōngshān Xiàn) – powiat w południowo-wschodniej części prefektury miejskiej Xianning w prowincji Hubei w Chińskiej Republice Ludowej. Według danych z 2010 roku, liczba mieszkańców powiatu wynosiła 361079.